# Diloba
Diloba is een geslacht van nachtvlinders uit de familie Noctuidae.

## Soorten
- Diloba caeruleocephala (krakeling) Linnaeus, 1758